# Ledenica (pećina)
Pećina Lednica (Resanovačka pećina ili Ledenica) se nalazi u selu Resanovci 2,5 kilometra udaljena od magistralne ceste Bosansko Grahovo-Drvar. Prije rata bila je osvjetljena, a krasilo ju je izuzetno bogatstvo pećinskog nakita. U vremenu nakon rata rasvjeta je pokradena, a dio nakita uništen i odnešen. Pećinu čini 13 dvorana ukupne dužine 697,5 metara, a površina 8.477 m2.
Pećina je specijalni geološki rezervat koji administrativno pripada općini Bosansko Grahovo. U svibnju 2012. pokrenut je projekt revitalizacije ove pećine i Šatorskog jezera uz podršku Europske unije.